# کنفرانس دوم قاهره

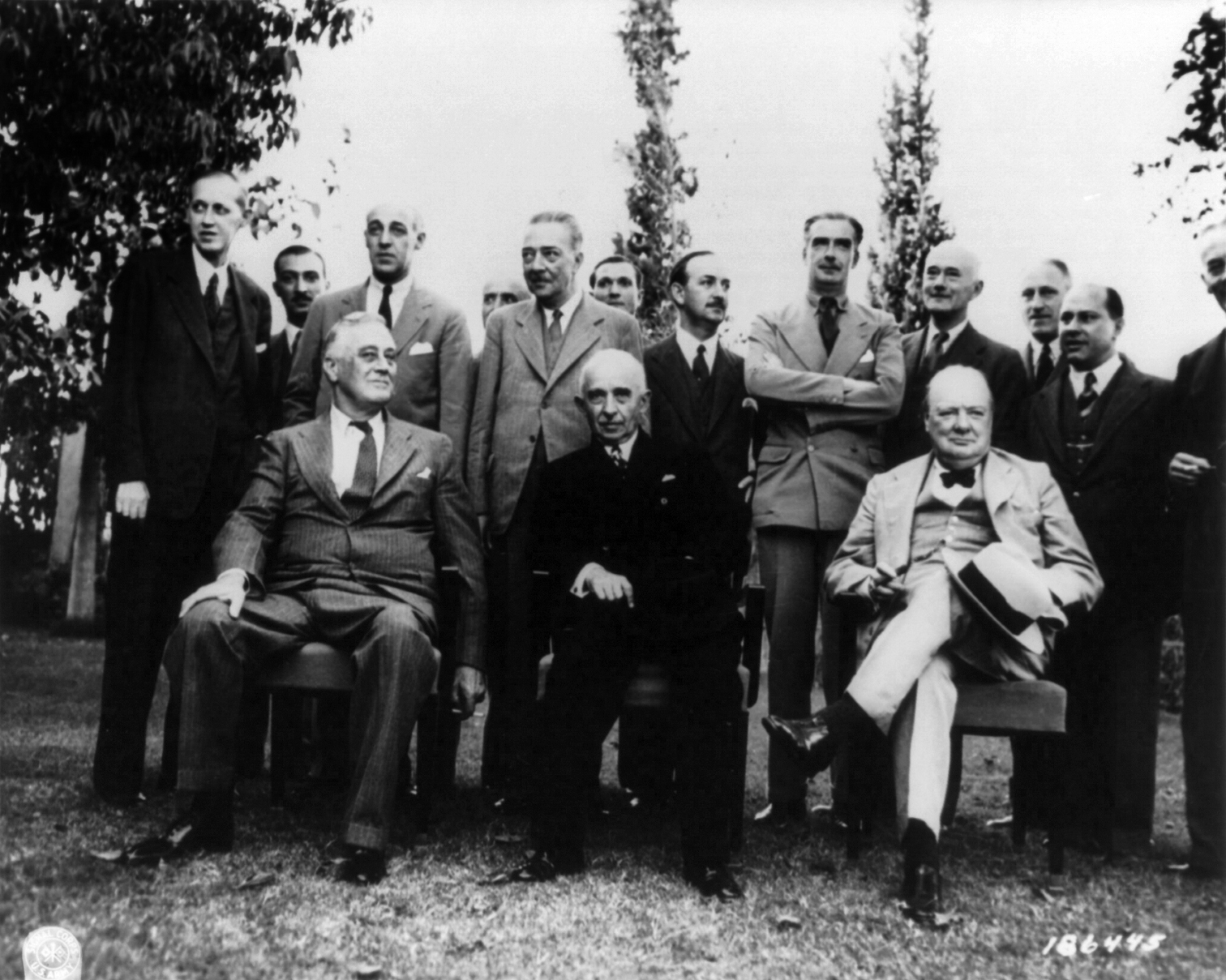
روزولت، چرچیل و اینونو در کنفرانس دوم قاهره

کنفرانس دوم قاهره (انگلیسی: Second Cairo Conference) کنفرانسی بود که در بحبوحه جنگ جهانی دوم با حضور رئیس جمهور آمریکا فرانکلین روزولت، نخست وزیر بریتانیا وینستون چرچیل و رئیس جمهور ترکیه عصمت اینونو از چهارم تا ششم دسامبر ۱۹۴۳ در قاهره مصر برگزار شد. هدف کنفرانس بررسی پیوستن کشور ترکیه به متفقین در جنگ با آلمان نازی بود. در نهایت در این کنفرانس تصمیم گرفته شد که بی‌طرفی ترکیه حفظ شود.
ترکیه در نهایت در ۲۳ فوریه ۱۹۴۵ در حمایت از متفقین به جنگ پیوست.